# Le Tignet
Le Tignet (Occitaans: Lo Tinhet; Italiaans (verouderd): Tignetto) is een gemeente in het Franse departement Alpes-Maritimes (regio Provence-Alpes-Côte d'Azur). De plaats maakt deel uit van het arrondissement Grasse. Le Tignet telde op 1 januari 2022 3.158 inwoners.

## Geografie
De oppervlakte van Le Tignet bedroeg op 1 januari 2022 11,26 vierkante kilometer; de bevolkingsdichtheid was toen 280,5 inwoners per km².
De onderstaande kaart toont de ligging van Le Tignet met de belangrijkste infrastructuur en aangrenzende gemeenten.

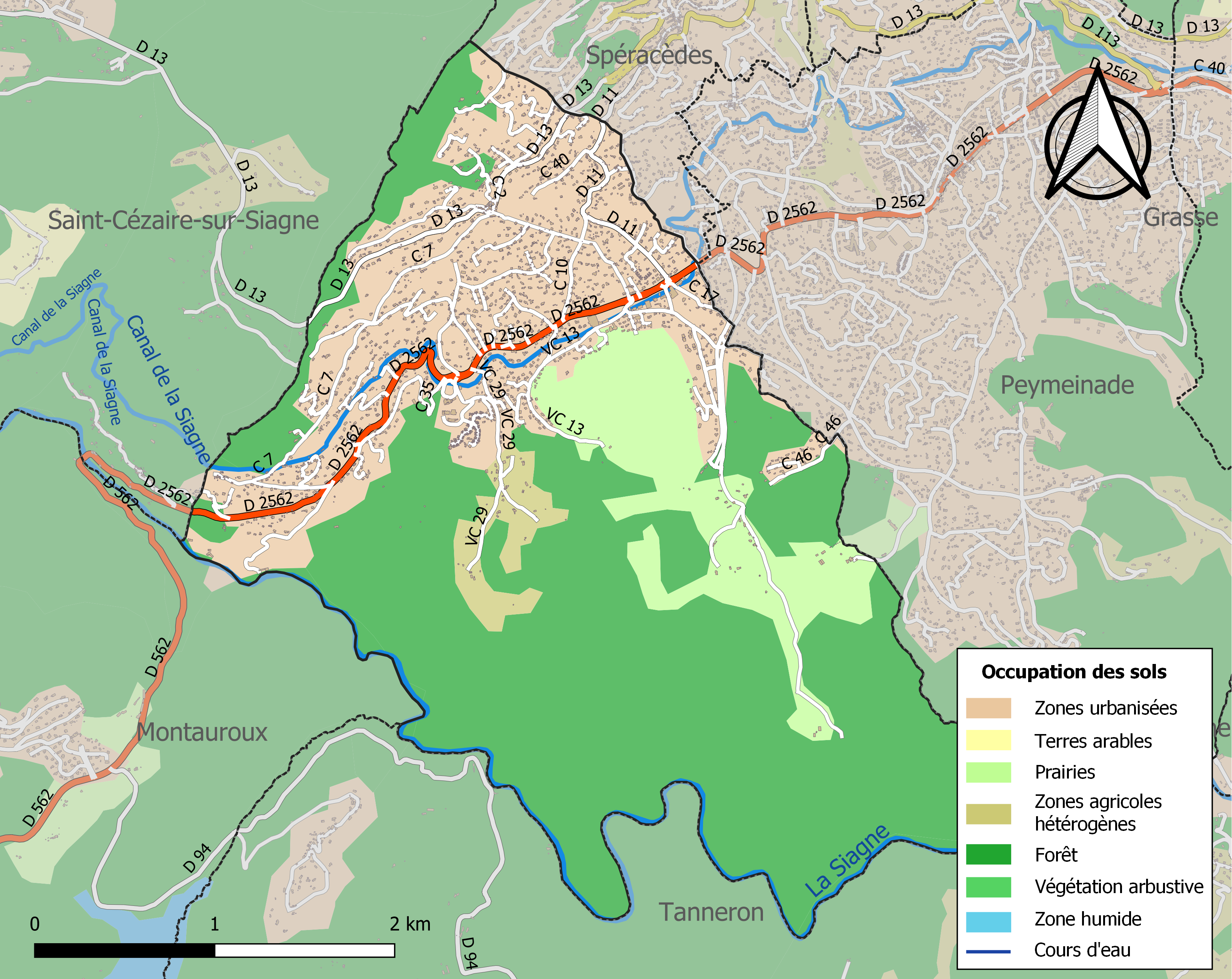

## Demografie
Onderstaande figuur toont het verloop van het inwonertal (bron: INSEE-tellingen).
Vanwege een beveiligingsprobleem met de MediaWiki Graph-software is het momenteel niet mogelijk deze grafiek weer te geven. Zodra de software is bijgewerkt zal de grafiek vanzelf weer zichtbaar worden.